# مونتباتن وینزر

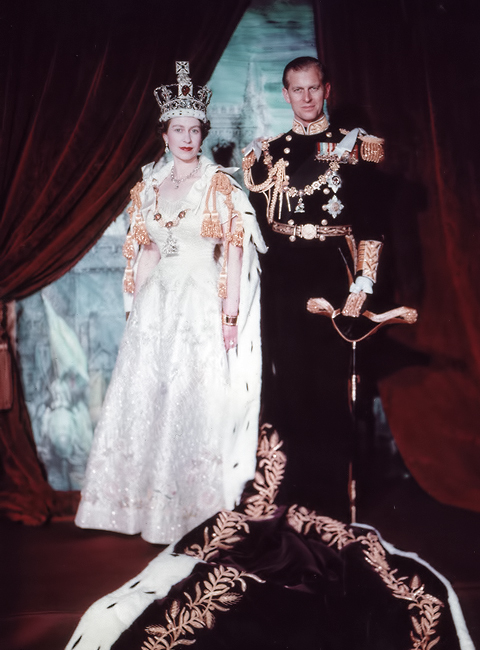

مونتباتن وینزر نام خانوادگی فرزندان و نوادگان ملکه الیزابت دوم و همسر او شاهزاده فیلیپ، دوک ادینبرو است.

## نام وینزر
با فرمان جرج پنجم در ۱۷ ژوئیه ۱۹۱۷، نام خانواده سلطنتی بریتانیا به وینزر تبدیل شد. پادشاه، جرج پنجم در آن روز از تمامی القاب آلمانی برای خود و خانواده‌اش صرف نظر کرد و از بستگان خود که در بریتانیا زندگی می‌کردند نیز خواست که همین کار را انجام دهند. جرج پنجم هم‌زمان نام وینزر را که از قلعه وینزر گرفته شده بود، به جای نام قبلی آلمانی خود، یعنی Sachsen-Coburg und Gotha (یا شکل انگلیسی آن Saxe-Coburg and Gotha) برای خانواده‌اش انتخاب کرد.
نام قبلی این خاندان، نتیجه ازدواج ملکه ویکتوریا و «شاهزاده آلبرت ساکس کوبورگ و گوتا» در ۱۰ فوریه ۱۸۴۰ بود.

## علت تغییر نام
تغییر نام در سال ۱۹۱۷ در پاسخ به فشارهای داخلی در طول جنگ جهانی اول برای تأکید بر جهت‌گیری میهن‌پرستانه خانواده سلطنتی بریتانیا و کاهش اهمیت در افکار عمومی از اصل و نسب آلمانی و خویشاوندی آن‌ها با خاندان حاکم بر امپراتوری آلمان انجام شد.

## نام مونتباتن
در ۲۰ نوامبر ۱۹۴۷، شاهدخت الیزابت، دختر و وارث جرج ششم، پادشاه بریتانیا، با ستوان فیلیپ مونتباتن (Mountbatten)، ازدواج کرد. او در روز عروسی خود عنوان دوک ادینبرو را از جرج ششم دریافت کرد.
فیلیپ، پسر شاهزاده اندروی یونان و دانمارک، از وصلت خاندان آلمانی «[[دودمان گلوکسبورگ|شولسویگ-هولشتاین-سوندربورگ-گلوکسبورگ» (دودمان Schleswig-Holstein-Sonderburg-Glücksburg) و شاهدخت آلیس باتنبرگ به دنیا آمد. برای ازدواج با شاهدخت الیزابت در سال ۱۹۴۷، او مجبور شد تابعیت بریتانیا را بپذیرد، عناوین قبلی خود را کنار بگذارد و نام خانوادگی مونتباتن، (در اصل به آلمانی باتنبرگ (Battenberg) که اجباراً به انگلیسی مبدل شده… Berg به آلمانی: کوه) را که خانواده مادرش از سال ۱۹۱۷ استفاده می‌کردند، برگزیند. به درخواست پادشاه جرج پنجم، شاهزاده لوییس باتنبرگ، دریاسالار بریتانیایی متولد ایالت هسن آلمان، پدربزرگ مادری‌اش، عنوان شاهزاده باتنبرگ آلمانی خود را کنار گذاشته و به جای آن نام خانوادگی مونتباتن (Mountbatten) را برگزیده بود (نام او بعداً به Marquess of Milford Haven تبدیل شد).
در ۲۲ فوریه ۱۹۵۷، الیزابت دوم عنوان شاهزاده بریتانیای کبیر و ایرلند شمالی را به همسرش اعطا کرد.

## نام مونت‌باتن وینزر
پس از به تخت نشستن ملکه الیزابت دوم در سال ۱۹۵۲، مشکل نام خانوادگی دوباره مطرح شد و فیلیپ شوهر ملکه، که قبل از دریافت لقب دوک ادینبورگ، نام خانوادگی مونت‌باتن را اجباراً تقبل کرده بود، با فرمان ملکه در ۹ آوریل ۱۹۵۲، تعیین شد که نام دودمان و نام خانوادگی فرزندان زوج سلطنتی وینزر باقی خواهد ماند. فیلیپ بسیار شاکی شد و در رسانه‌ها گفت: «من تنها مردی در این کشور هستم که نمی‌توانم نام خود را به فرزندان خود منتقل کنم»... عاقبت در فوریه ۱۹۶۰، الیزابت دوم اعلام کرد که نام خانوادگی فرزندان او، حاصل ازدواج با شاهزاده فیلیپ «مونتباتن وینزر» خواهد بود. با این وجود، وینزر همچنان نام رسمی خانواده سلطنتی است. تغییر نام برای فرزندان اعضای خانواده سلطنتی که از نسل ملکه نیستند اعمال نمی‌شود.
نام «مونتباتن وینزر» برای اولین بار در گواهی ازدواج دختر ملکه الیزابت دوم، آن الیزابت آلیس لوئیز و مارک فیلیپس در نوامبر ۱۹۷۳ استفاده شد.

## وضعیت نام مونت‌باتن وینزر
اصولاً اعضای خانواده سلطنتی بریتانیا هنگام معرفی یا خطاب شدن توسط مردم یا مکاتبات از نام خانوادگی استفاده نمی‌کنند. به عنوان یک قاعده، اگر فرزندان لقب سلطنتی را داشته باشند، عنوان یا نام مکان عنوان والدین پس از نام کوچک آورده می‌شود. از نظر قانونی، بر اساس قوانین بریتانیا، هیچ الزامی برای خانواده سلطنتی برای داشتن نام خانوادگی در اسناد، وضعیت مدنی یا گذرنامه وجود ندارد. به عنوان مثال، پسران چارلز سوم در نیروهای مسلح بریتانیا با نام خانوادگی «ولز» خدمت می‌کردند، و فرزندان ویلیام، شاهزاده ولز با نام خانوادگی «کمبریج» در مدرسه ثبت نام می‌کردند (او در آن زمان عنوان دوک کمبریج را داشت).